# Beck
Beck Hansen (născut Bek David Campbell; 8 iulie 1970), cunoscut după numele de scenă Beck, este un cantautor, producător și multi-instrumentalist american.

## Legături externe
- beck.com, his official website
- Beck la AllMusic
- Beck la Internet Movie Database
- Diskobox, comprehensive discography
- Whiskeyclone.net, large, informative Beck site
- Stewoo.net, the largest Beck fan forum
- Beck at Rolling Stone